# Močovina
Močovina, též diamid kyseliny uhličité, urea nebo karbamid je organická sloučenina uhlíku, dusíku, kyslíku a vodíku s funkčním vzorcem CO(NH2)2.

## Objevení
Močovinu objevil v roce 1773 Hilaire Rouelle. V roce 1828 ji Friedrich Wöhler připravil reakcí kyanatanu draselného se síranem amonným. Ačkoliv se Wöhler původně pokoušel vyrobit kyanatan amonný, tím že náhodně vyrobil močovinu z anorganických látek, vyvrátil vitalismus, teorii, že chemické látky tvořící živé organismy jsou stěžejně odlišné od neživé hmoty. Tím také odstartoval novou vědní disciplínu – organickou chemii.
Močovina byla tak první organickou sloučeninou vyrobenou čistě z anorganických látek.
Močovina se nachází v moči savců, obojživelníků a některých ryb. Moč ptáků a plazů obsahuje místo močoviny kyselinu močovou. Je tomu tak díky odlišnému dusíkovému metabolismu, kterému stačí méně vody.

## Výskyt v přírodě
Vzniká z netopýřího guana a moči, stabilní je jen ve velmi suchém prostředí.

## Biosyntéza
Močovina je syntetizována v močovinovém cyklu v játrech. V těle močovina slouží jako odpadní látka, pomocí které se vylučuje z těla nadbytečný dusík. Během močovinového cyklu je štěpena aminokyselina arginin na močovinu a ornitin. Močovina je vyloučena močí z těla a ornitin je znovu použit jako prekurzor při syntéze argininu .

## Močovina v lidském těle
Močovina, v lékařství nazývaná urea, je odpadním produktem organismu, nicméně hraje i důležitou roli při zpětné výměně v nefronech, kde napomáhá zpětné resorpci vody a některých iontů do krevního oběhu.
Je rozpuštěna v krvi v normální koncentraci 2,5–7,5 mmol/l a ledvinami odstraňována do vylučované moči. Malé množství urey je společně se solí vylučováno také potem. Zadržování urey v krvi je spojeno se selháním ledvin a nazývá se urémie. Příznakem je nechutenství, apatie až letargie, v pozdní fázi úbytek myšlení a kóma. Projevuje se nejčastěji u pacientů před dialýzou s funkcí ledvin menší než 50 %. Uremie také může vyústit ve fibrinózní perikarditidu (forma zánětu osrdečníku). Uremie způsobuje mnoho dalších problémů, jako např. sníženou hladinu erythropoetinu způsobující chudokrevnost, sníženou hladinu testosteronu zapříčiňující malou chuť k sexu, řídnutí kostí a metastatickou kalcifikaci (usazování vápníku v měkkých tkáních).

## Produkce

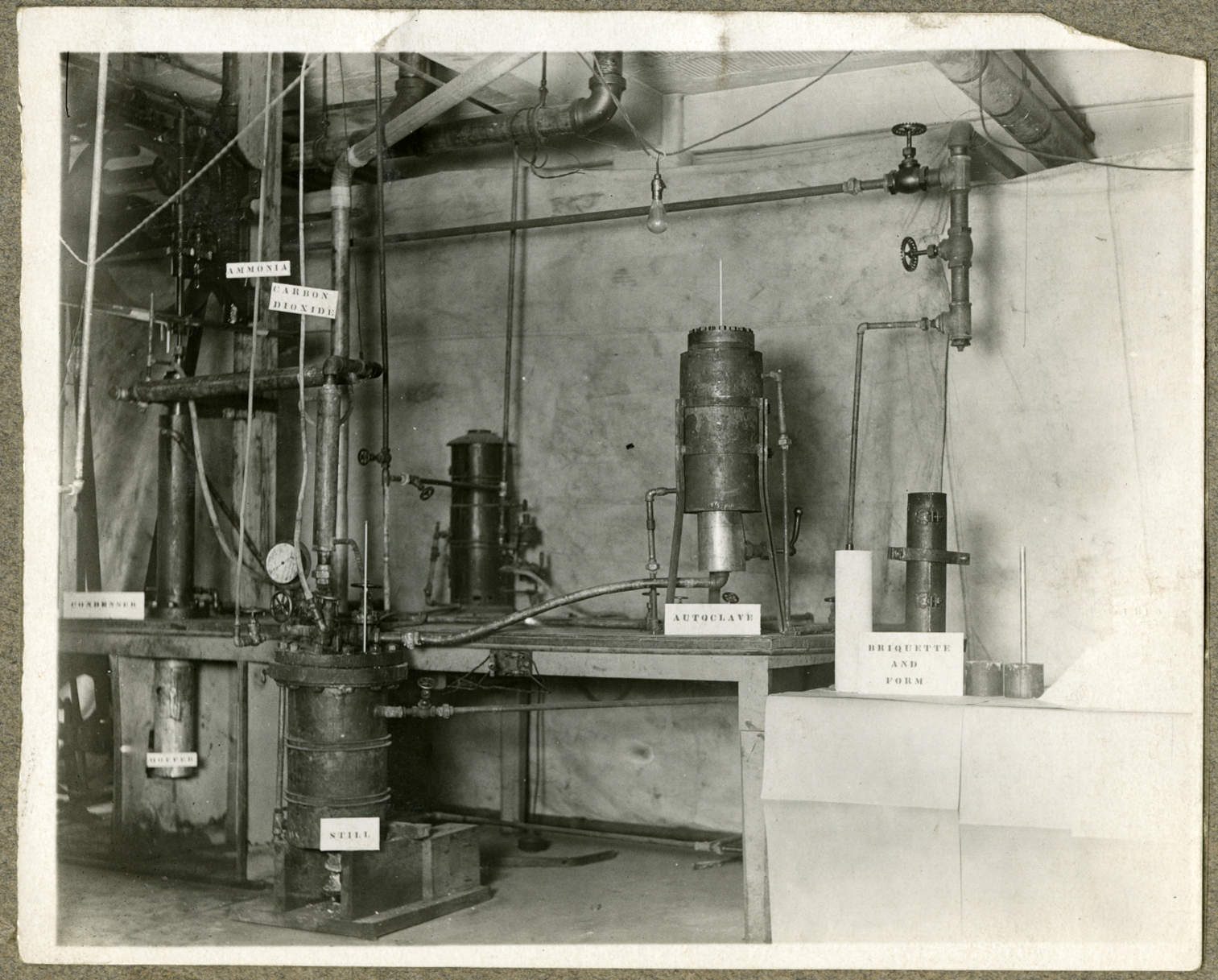
Zařízení pro výrobu močoviny z amoniaku

Močovina je v celosvětovém měřítku vyráběna v množství kolem 100 milionů tun ročně.
Komerčně je vyráběna z amoniaku a oxidu uhličitého. Vyrábí se v podobě granulí, vloček, kuliček, krystalů a roztoků.
Více než 90 % celosvětové produkce je určeno pro výrobu hnojiv. Močovina má největší obsah dusíku ze všech běžně používaných pevných dusíkatých hnojiv (46,4 %). Díky tomu má nejnižší náklady na transport vztažené na jednotku dusíkatých živin.
Močovina je vysoce rozpustná ve vodě a je proto velmi vhodná pro použití v hnojících roztocích (v kombinaci s dusičnanem amonným).
Dvě základní reakce výroby močoviny z amoniaku a oxidu uhličitého. První reakce je exotermní:
2 NH3 + CO2 → H2NCOO− NH +
4 
Druhá je endotermní:
H2NCOO− NH4+ → (NH2)2CO + H2O
Obě reakce dohromady jsou exotermní.

## Použití
- Složka hnojiv a krmiv poskytující relativně levný zdroj pevně vázaného dusíku pro podporu růstu.
- Omezení oxidů dusíku ve výfukových plynech vznětových motorů (vodný roztok) - přísada AdBlue.
- Surovina pro výrobu plastických hmot, zejména močovino-formaldehydových pryskyřic.
- Surovina pro výrobu lepidel močovino-formaldehydových a močovino-melamin-formaldehydových.
- Alternativa kamenné soli při rozmrazování silnic a přistávacích ploch, kdy močovina nezpůsobuje korozi v takovém rozsahu jako sůl. Jako zimní posyp (např. na chodníky – vyhláška 39/1997 MHMP) je akceptována Odborem ochrany prostředí MHMP nebo Agenturou pro ochranu přírody. Za nevýhodu je považováno přílišné bujení plevelné zeleně.
- Přísada cigaret obohacující chuť.
- Přísada v některých vlasových kondicionérech, koupelových olejích a pleťových vodách.
- Složka mnoha bělicích zubních past.
- Složka hasicích náplní.
- V uhelných elektrárnách a dieselových motorech pro redukci emisí NOx (u dieselových motorů v kapalině AdBlue).
- V laboratořích pro reverzibilní denaturaci proteinů, jako tzv. chaotropní činidlo, které efektivně ruší nekovalentní interakce v molekule proteinu.
- V medicíně pro podporu rehydratace kůže v dermatologických produktech, při klinické diagnostice funkce ledvin či radioizotopem označené močovině použité při detekci bakterie H. pylori v žaludku či dvanáctníku.
- V textilním průmyslu je často používána při barvení a potisku.
- Lze použít jako alternativní zdroj paliva přeměnou na vodík a další látky.

## Účinky na zdraví
Z požité močoviny se vstřebává jen malá část, při experimentálním výplachu střev roztokem močoviny se vstřebalo pouze 5 %. Po požití 15 g močoviny (cca 250 mg/kg) se u zdravých mužů během 15–60 minut zvýšila hladina v krvi ze cca 30 mg/100 ml na cca 42 mg/100 ml. Po 3 hodinách se hladina vrátila na původní úroveň. U osob s narušenou funkcí ledvin narostla hladina z 50 mg/100 ml na 75 mg/100 ml, návrat na původní úroveň trval více než 4 hodiny.
Hladiny močoviny v krvi do 96 mg/100 ml nevyvolávají žádné toxické účinky. Při hladinách cca 150 mg/100 ml se objevuje nechutenství, nausea a zvracení. Po 24hodinovém zvýšení hladiny na 128–257 mg/100 ml byla zaznamenána dlouhodobě snížená srážlivost krve. U pacientů se selháním ledvin, kteří měli v krvi 300–600 mg/100 ml močoviny byly hlášeny nevolnosti, zvracení, slabost, letargie a krvácení; hladiny do 300 mg/100 ml byly pacienty dobře tolerovány.
Roztoky močoviny jsou dráždivé pro narušenou kůži. 7,5% roztok vyvolává po 3 dnech působení mírné podráždění, 30% roztok výrazné podráždění. Neporušená kůže není drážděna 30% roztokem močoviny.

## Účinky na životní prostředí
Bylo objeveno, že močovina může způsobovat kvetení vody a močovina unikající z hnojiv může hrát roli při nárůstu znečištění vody jedy uvolněnými z přemnožených řas vodního květu.